# Bạo lực chính trị
Bạo lực chính trị là bạo lực do người dân hoặc chính phủ thực hiện để đạt được các mục tiêu chính trị. Nó có thể mô tả bạo lực được sử dụng bởi một quốc gia chống lại các quốc gia khác (chiến tranh) hoặc chống lại các chủ thể phi quốc gia (đáng chú ý nhất là sự tàn bạo của cảnh sát, chống nổi dậy hoặc diệt chủng). Nó cũng có thể mô tả bạo lực có động cơ chính trị bởi các chủ thể phi nhà nước chống lại một nhà nước (nổi loạn, bạo loạn) hoặc chống lại các chủ thể phi quốc gia khác. Không hành động từ phía chính phủ cũng có thể được mô tả như một hình thức bạo lực chính trị, chẳng hạn như từ chối giảm bớt nạn đói hoặc từ chối các nguồn lực cho các nhóm có thể nhận dạng chính trị trong lãnh thổ của họ.
Do sự mất cân bằng quyền lực giữa các chủ thể nhà nước và phi nhà nước, bạo lực chính trị thường diễn ra dưới hình thức chiến tranh không đồng bộ, trong đó không bên nào có thể trực tiếp tấn công bên kia, thay vào đó dựa vào các chiến thuật như khủng bố và chiến tranh du kích, và thường bao gồm các cuộc tấn công vào các mục tiêu dân sự hoặc phi quân sự được coi là một ủy quyền cho phe đối lập. Nhiều nhóm và cá nhân tin rằng hệ thống chính trị của họ sẽ không bao giờ đáp ứng yêu cầu của họ và do đó tin rằng bạo lực không chỉ hợp lý mà còn cần thiết để đạt được các mục tiêu chính trị của họ. Tương tự như vậy, nhiều chính phủ trên thế giới tin rằng họ cần sử dụng bạo lực để đe dọa dân chúng của họ buộc phải ngoan ngoãn. Vào những thời điểm khác, các chính phủ sử dụng vũ lực để bảo vệ đất nước của họ khỏi sự xâm lược từ bên ngoài hoặc các mối đe dọa vũ lực khác và để ép buộc các chính phủ khác hoặc chinh phục lãnh thổ.